# Calm After the Storm
Calm After the Storm è un brano musicale del gruppo musicale olandese The Common Linnets.

## Il brano
La canzone è stata scritta da Ilse DeLange, JB Meijers, Rob Crosby, Matthew Crosby e Jake Etheridge.
Ha partecipato, in rappresentanza dei Paesi Bassi, all'Eurovision Song Contest 2014 tenutosi a Copenaghen. Nel corso della manifestazione canora europea, la canzone si è classificata seconda in finale.
Il brano è stato inserito nell'album The Common Linnets.
Il videoclip della canzone è stato girato a Edam.

## Tracce
Download digitale
1. Calm After the Storm - 3:32

## Formazione
- Ilse DeLange
- Waylon

## Classifiche
| Classifica (2014) | Posizione massima |
| ----------------- | ----------------- |
| Islanda           | 1                 |